# Reginald H. Morris
Reginald Herbert Morris (* 4. Juli 1918 in London-Hillingdon, Vereinigtes Königreich; † 8. Januar 2004 in Toronto-Scarborough, Kanada) war ein britischer Kameramann beim nordamerikanischen (USA, Kanada) Film.

## Leben und Wirken
Der jüngere Bruder des berühmten Kameramanns Oswald Morris begann seine berufliche Laufbahn 1935 im heimischen England und arbeitete sich vom Kameraassistenten zum einfachen Kameramann hoch. In diesen Funktionen war Morris über mehrere Jahrzehnte hinweg an so wichtigen Werken wie „Ausgestoßen“ (1946), „Moby Dick“ (1954), „The Fox“ (1967) und „Zeit der Prüfungen“ (1973) beteiligt. Bereits 1953 arbeitete er an der Seite des erfahreneren Kollegen Jack Asher bei einer britischen Billigproduktion als Co-Chefkameramann. Morris musste sich anschließend aber rund zehn Jahre lang (von 1955 bis 1965) mit der Fotografie von Kurzdokumentarfilmen begnügen. Erst spät erlangte der seit Anfang der 1960er Jahre nunmehr in Kanada ansässige Londoner die Position eines Chefkameramanns von Kinospielfilmen.
Bis er sich 1989 ins Privatleben zurückzog, gestaltete Reginald Morris die Optik von zahlreichen B-Filmen, darunter mehrere Horrorstreifen und Thriller in den 1970ern. Bei der Großproduktion „Superman“, deren fotografische Leitung 1977 bei Morris’ Landsmann Geoffrey Unsworth lag, ließ man Reginald Morris lediglich diejenigen Sequenzen fotografieren, die in der kanadischen Provinz Alberta entstanden. Anfang der 1980er Jahre war Morris dreimal für den kanadischen Genie Award nominiert. Gegen Ende seiner Karriere wurde er verstärkt für konventionelle Fernsehproduktionen verpflichtet, darunter auch die letzten beiden mit Hollywood-Altstar Loretta Young in der Hauptrolle („Frohe Weihnachten, Mr. Kingsley“, „Spinne im Netz“). In seinen letzten Lebensjahren war Reginald H. Morris von der Parkinsonschen Krankheit gezeichnet.

## Filmografie
als Chefkameramann beim Kinospielfilm, wenn nicht anders angegeben
- 1953: Fast and Loose
- 1958: Kanadischer Sommer (Trans Canada Summer, Dokumentarfilm)
- 1960: Career Solider (Kurzdokumentarfilm)
- 1961: Lord Durham (Kurzfilm)
- 1963: Drylanders
- 1965: Seaway (Fernsehserie)
- 1970: König der Grizzlys (King of the Grizzlies)
- 1972: Nightfall – Stimmen der Angst (When Michael Calls, Fernsehfilm)
- 1973: A Name for Evil
- 1974: Jessy – Die Treppe in den Tod (Black Christmas)
- 1975: Die Insel der Ungeheuer (The Food of the Gods)
- 1975: Second Wind
- 1976: Shadow of the Hawk
- 1976: Willkommen in der blutigen Stadt (Welcome to Blood City)
- 1976: In der Gewalt der Riesenameisen (Empire of the Ants)
- 1977: Superman (Superman) (nur zusätzl. Szenen)
- 1977: Marie-Anne
- 1978: Mord an der Themse (Murder by Decree)
- 1978: Delta III – Wir wollen nicht zur Erde zurück (The Shape of Things to Come)
- 1979: Middle Age Crazy
- 1979: Phobia – Labyrinth der Angst (Phobia !)
- 1980: Starkstrom (Murder by Phone)
- 1980: Ein Sommer in Manhattan (Tribute)
- 1981: Porky’s (Porky’s)
- 1982: Porky’s II – Der Tag danach (Porky’s II: The Next Day)
- 1983: Fröhliche Weihnachten (A Christmas Story)
- 1984: Das Schlitzohr (Turk 182!)
- 1986: Der Frauenmörder von Los Angeles (Easy Prey, Fernsehfilm)
- 1986: Barnum (Fernsehfilm)
- 1986: Frohe Weihnachten, Mr. Kingsley (Christmas Dove, Fernsehfilm)
- 1988: Der Harte und der Zarte (Loose Cannons)
- 1989: Spinne im Netz (Lady in the Corner, Fernsehfilm)